# Jutte Schomakers
Jutte Schomakers (siglo XV), conocida como la Herdesche, fue una sanadora alemana acusada y desterrada por brujería. Su caso es el más antiguo de los documentados en el Principado de Brunswick-Wolfenbüttel.

## Historia
Se dio a conocer en Brunswick en 1475, cuando fue acusada y condenada por brujería en el histórico distrito Neustadt de esa ciudad. No fue condenada a muerte, pero en el juicio se la condenó al destierro a cinco millas (aproximadamente a 37 km) de la ciudad después de que terminó a cinco millas, aproximadamente a 37 km, de la ciudad.
Su caso quedó registrado en el libro de consolidación de Neustadt. Se considera el juicio por brujería documentado más antiguo del Principado de Brunswick-Wolfenbüttel.
No se sabe nada sobre la vida de Jutte Schomakers ni antes ni después del “juicio de las brujas”. 